# Skrajnik dziobowy
Skrajnik dziobowy, forpik – pomieszczenie lub fragment wnętrza kadłuba zajmujące dziobową część jednostki pływającej. Pojęcie to może oznaczać pierwszy przedział kadłuba od dziobu do najbliższego poprzecznego elementu konstrukcyjnego, lub pierwsze większe pomieszczenie, lub też pierwszy z trzech głównych obszarów wnętrza kadłuba. Skrajnik dziobowy jest przykryty pokładem dziobowym.

## Skrajnik jako przedział

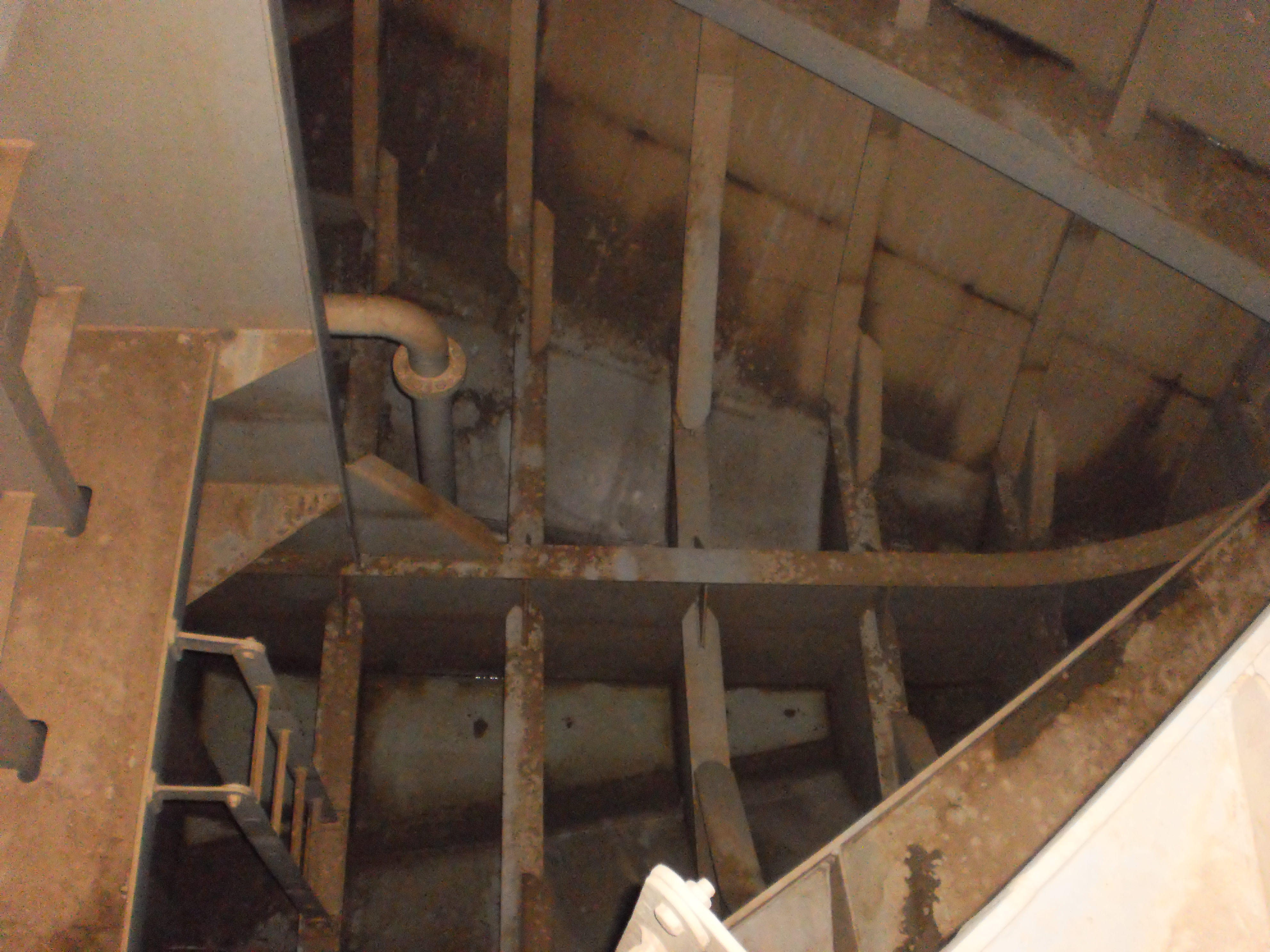
Forpik jako zbiornik balastowy. Widok na dno zbiornika

Skrajnik dziobowy może oznaczać pierwszy przedział kadłuba od strony dziobu. Na większych statkach jest to wtedy pomieszczenie pomiędzy dziobnicą a pierwszą grodzią (zwaną grodzią zderzeniową), a na mniejszych jednostkach, np. jachtach, znajduje się pomiędzy dziobnicą a pierwszą obręczą wręgową. Może być wtedy niewielkim pomieszczeniem wykorzystywanym do przechowywania lin cumowniczych, łańcucha kotwicznego, odbijaczy, boi itp. Na większych jednostkach może być dla wzmocnienia wypełniony częściowo betonem, a w jego dolnej części może znajdować się zbiornik wód balastowych. Na mniejszych jednostkach może to być również niezatapialna komora wypełniona w całości pianką poliuretanową, lub nawet zajęta przez szczelnie zamknięty pojemnik wypełniony powietrzem.

## Skrajnik jako pomieszczenie
Na mniejszych jednostkach, np. na jachtach, skrajnik dziobowy nazywany jest forpikiem i może oznaczać albo schowek na dziobie, albo też może być nazwą pierwszego dużego pomieszczenia wewnątrz jednostki. Wtedy pomieszczenie to jest połączone przejściem z resztą pomieszczeń kabiny, a od góry może prowadzić do niego oddzielny właz zwany forlukiem. W takim forpiku może być urządzona pierwsza sypialnia, żagielkoja, zainstalowany kingston, umieszczony magazyn bosmański itd.

## Skrajnik jako obszar
Na mniejszych jednostkach forpikiem nazywana jest czasami wręcz jedna z trzech głównych przestrzeni wnętrza kadłuba (pozostałymi są wtedy śródokręcie oraz achterpik).